# Barranco de la Muerte
El barranco de la Muerte es un curso de agua fuertemente antropizado del nordeste de la península ibérica.

## Descripción
El barranco se encuentra al sur de la ciudad española de Zaragoza, en una zona en cuyas inmediaciones se decía a mediados del siglo XIX que había olivares, viñedos y algunas torres. El barranco fue parcialmente urbanizado en la segunda mitad del XX con la construcción de la Z-30, que fue seguida por la construcción de un tanque de tormentas y algunas edificaciones en parte de su cauce.

## Historia

### SiglosXII-XVIII

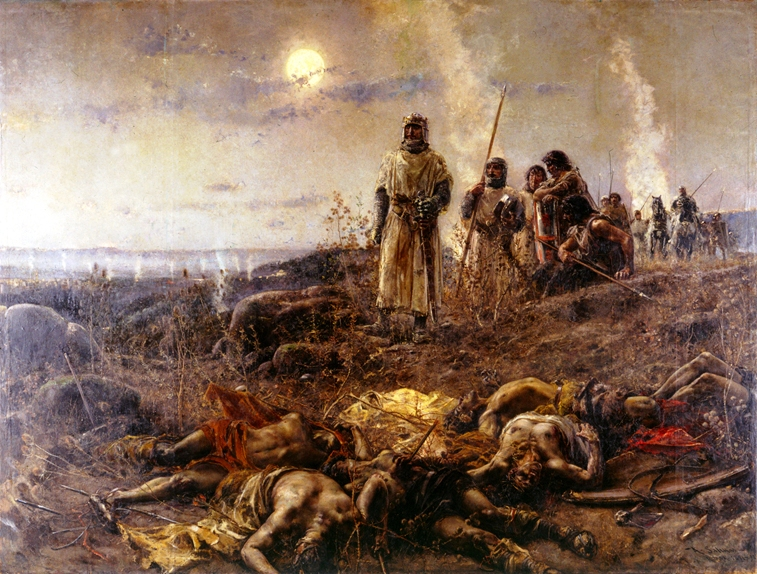
El barranco de la Muerte, de Agustín Salinas Teruel. Ca. 1891-1892. (Diputación Provincial de Zaragoza). En dicho barranco al sur de la ciudad sorprendieron los cristianos el 22 de mayo a un contingente que acudía a levantar el sitio.

El barranco, al estar situado fuera de la ciudad histórica de Zaragoza pero permitiendo uno de los accesos a esta desde el paso de las cabras, ha estado muy ligado a la historia militar de la localidad. Las primeras menciones datan de la conquista cristiana de Zaragoza (1118) cuando Alfonso I de Aragón emboscó en el barranco a un contingente musulmán que marchaba desde Valencia a levantar el sitio de Saraqusta.
En 1710 fue de nuevo parte del escenario de la batalla de Zaragoza de la guerra de Sucesión, en la que las fuerzas austracistas, tras haber previamente expulsado a los borbónicos de Cataluña, volvieron a derrotarles frente a Zaragoza y se hicieron con Aragón. La batalla dio su característico nombre al barranco.
Ese mismo siglo el barranco fue cruzado por un primer acueducto (popularmente llamado ojo del canal) construido para que el Canal Imperial de Aragón salvase el barranco. La posterior construcción del puerto de Miraflores y el tráfico en barcas por el canal hicieron que el entorno se ganara el apodo popular de Venecia.

### SigloXIX
Durante los sitios de Zaragoza, el barranco fue una vez más una zona de interés militar, pues junto al canal y las alturas al sur de la ciudad permitía un perímetro adelantado. El 30 de noviembre de 1808 los franceses lanzaron una ofensiva contra esta línea, incluyendo acciones en el barranco. Los granaderos españoles a su vez protagonizaron una acción en el barranco el 20 de diciembre.
Aparece descrito en la Guía de Zaragoza (1860) de Vicente Andrés con las siguientes palabras:

Barranco de la Muerte. Por la parte izquierda del Monte Torrero, y cerca de donde están situados los almacenes de pólvora, viene estendiéndose este gran torrente ó barranco, á que dá paso el canal por un valiente arco de piedra. Segun antigua tradicion, y calculando tambien por lo que nos dice la historia, parece, que en este mismo sitio ó en sus cercanías, tuvo lugar á principios del siglo XVIII, una famosa y reñida batalla entre los ejércitos del archiduque de Austria y de D. Felipe V, cuyos príncipes se disputaban la corona española. Este encuentro, aunque llevó la victoria á los austriacos, produjo infinidad de cadáveres, que bastaron para justificar el sombío nombre de el Barranco de la Muerte. En sus inmediaciones hay olivares, viñedos y algunas torres.
(Andrés, 1860, p. 89)

### Actualidad
El barranco fue parcialmente aprovechado en la década de 1980 para el trazado de la circunvalación de la ciudad (Z-30). Las obras requirieron desviar el paso del canal por el barranco por un nuevo acueducto para aligerar y ampliar el paso bajo el antiguo. La presión social evitó sin embargo la demolición del acueducto histórico.
La posterior construcción en 2002 del barrio de Parque Venecia y del área comercial de Puerto Venecia llevó a la construcción de un tanque de tormentas, la edificación en parte de su cauce (donde se ubicó el colegio María Zambrano y el cuartel de la policía local) y la creación de un parque en parte del barranco.
El 6 de julio de 2023, durante las inundaciones de Zaragoza, el barranco fue una de las áreas más afectadas, reactivando el debate social sobre la urbanización en el mismo.